# ウラン
ウラン（独: Uran [uˈraːn], 新ラテン語: uranium 英語: [jʊˈreɪniəm]）とは、原子番号92の元素。元素記号はU。ウラニウムともいう。アクチノイドに属する。

## 名称
同時期に発見された天王星（Uranus、ウラヌス）の名に由来している。
「ウラニウム」は、金属元素を意味するラテン語の派生名詞中性語尾 -ium を付けた形である。

## 概要

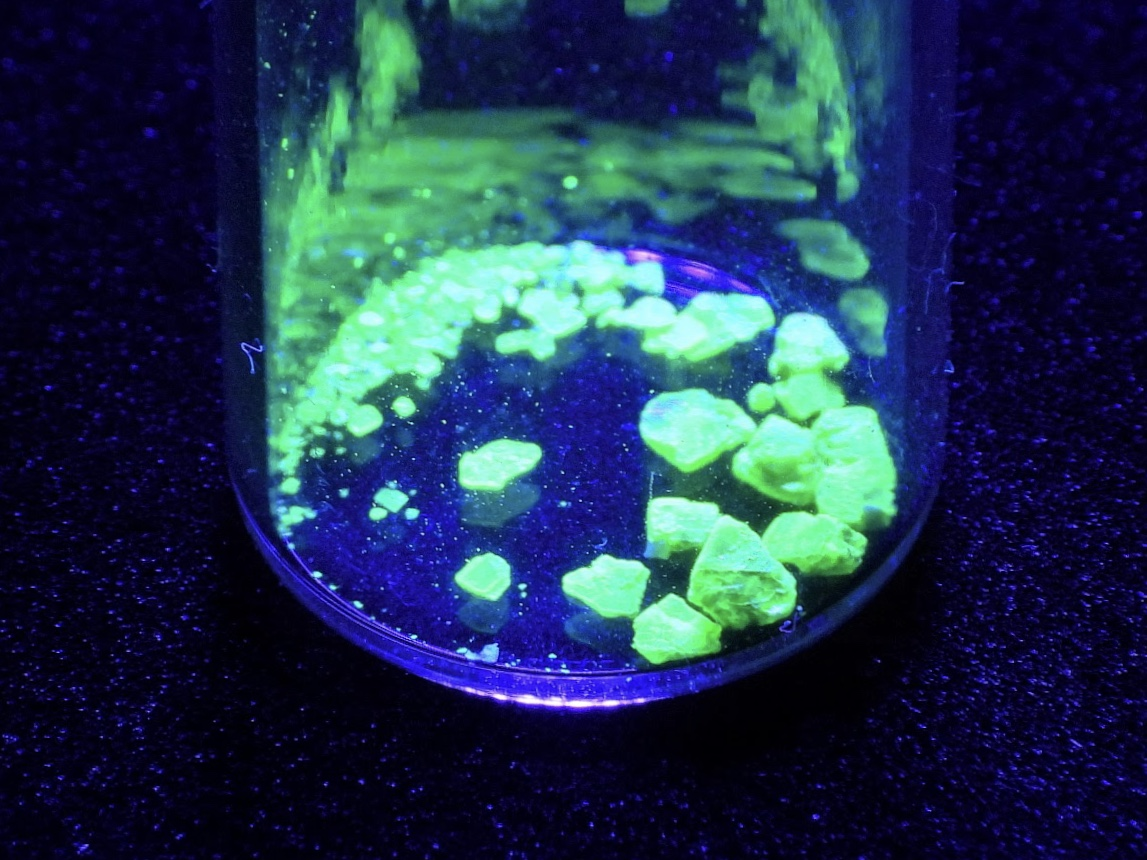
紫外線を照射した燐灰ウラン石が緑色に燐光する様子

現在の地球上に天然に存在している元素のうち、大量に存在しているものとしては、ウランが最も原子番号が大きく、また最も原子量も大きい元素である。元々、ウランが地球上で天然に存在している元素としては、最も原子番号が大きいとされていたが、1951年にネプツニウムが、1952年にプルトニウムが、それぞれウラン鉱石中にごくごくわずかに含まれていることが発見された。既述の通りウランの原子番号は92であるが、ウランは原子半径も大きいため、その比重（密度）は、原子番号77番付近のオスミウムやイリジウムや白金などよりも小さい（室温付近で、ウランが1cm3当り19g程度であるのに対し、オスミウムとイリジウムが22.5g程度、白金が21.5g程度である）。ウランには幾つもの同位体が知られているが、その全ての同位体が放射性核種である。半減期が特に長い（寿命が長い）同位体は、ウラン238（半減期は約44億6800万年）と、ウラン235（半減期は約7億380万年）である。ウランに限らず、半減期の長い放射性核種ほど残存しやすいため、放射性同位体の存在比は、少しずつ変化している。地球上に天然に現存するウランの同位体は主にウラン238（地球のウランの約99.274%を占めている）、ウラン235（地球のウランの約0.7204%を占めている）、ウラン234（地球のウランの約0.0054%を占めている）の3種である。
ウランは地球の地殻中に化合物や海水中に多原子陰イオンの形{\displaystyle \mathrm {[UO_{2}(CO_{3})_{2}]^{2-}} } や {\displaystyle \mathrm {[UO_{2}(OH)_{3}]^{-}} }で微量ながら広く分布している元素として知られている。ただし、地球上でウランは安定して存在し続けられないため、その存在量は減り続けている。現在の地球の地殻におけるウランの濃度は、地殻1g中に2.4µg程度であると考えられている（異なる推定値もある）。同じく、現在の地球の海におけるウランの濃度は、海水1リットル中に3.2µg〜3.3µg程度である。海水中の場合、ウランは海の表層から深層まで、ほぼ一様な濃度で存在している。これに対して地中の場合、地球表層部（地殻中）のウランの濃度が高く、地球深部のウランの濃度は低いと考えられている。その根拠は、もし地中全体に1g中に2.4µgの濃度でウランが存在していた場合、ウランがα崩壊する時に放出される熱によって、地球は加熱されて温度が上昇していると見積もられているが、実際にそのような温度上昇は観測されていないことにある。地球におけるウランは、その存在量のほとんど（約1017kg）が、地殻の表層付近（地表から20km以内）に存在していると言われている。このように地球では表層付近に濃縮されているのは、ウランが不適合元素であるためと説明される。なお、現在の太陽系におけるウランの原子の数の比は、ケイ素を1.00×106とした時、0.009であると推定されている。
他、一般的な重金属と同様に、ウランの場合も生体内に取り込まれると化学的な毒性を発揮するが、それに加えてウランは放射能を持つため内部被曝の原因ともなる。また、メカニズムは不明だが、ヒトの場合、特に腎臓がダメージを受けることで知られている。

## 性質

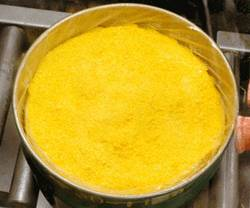
イエローケーキ

ウランの単体は、延性・展性を持つ銀白色の金属である。常温常圧での安定構造は斜方晶構造（α型、18.95g/cm3)であるが、668 °Cで正方晶構造（β型、18.11g/cm3)へ、775 °Cで立方晶構造（γ型、18.06g/cm3)へ相転移する。比重18.95(25 °C)、融点1132 °C、沸点3745 °C。モース硬度は6で、チタンなどとほぼ同じである。ウラン単体は反応性が高く、バルクは空気中の酸素と反応して表面に二酸化ウランの黒い膜が生じる。粉末はさらに反応性が高く、空気中に放置すると空気中の酸素によって発火し、冷水中でも反応して酸素を奪い、水素ガスが発生する。塩酸と硝酸に溶けるが、その他の酸とは緩やかに反応する。
ウラン化合物の原子価は+2価から+6価をとり得る。このうち、一般に+6価が最も安定である。これに対し、+2価と+5価は特に不安定であり、特殊な条件でないと存在できない。+4価は硝酸水溶液および酸化物等では安定な価数であり、水溶液にしたときには緑色になる。+3価の水溶液は赤紫色となるが安定せずに、水を還元して水素を発生させながら+4価に変化するため、色も緑色に変化する。+6価は水溶液中でも安定であり、ウラニルイオン (UO22+) となって、水溶液は黄色を呈する。水溶液に限らず、+6価のウランは一般に黄色を呈するため、イエローケーキと呼ばれる。なお、ウランのハロゲン化物は+3価から+6価までをとり得るが、これらは揮発性であることが知られており、その蒸気圧は、+3価が一番小さく、+4価、+5価、+6価と大きくなる傾向にある。

## 歴史
酸化ウランの利用は紀元後79年にさかのぼる。イタリアのナポリ付近のポジリッポの別荘で発見されたガラスには1%程度の酸化ウランが着色剤として混合されており、黄色-緑色の美しい色彩を有していた。19世紀にこのガラス製品が再発見された時点ではウラン源としてはボヘミアのハプスブルク家直轄のヨアヒムスタールの銀鉱山に産するピッチブレンドのみが知られており、ローマ時代のガラス職人がどこからウラン鉱石を調達したのかは今もなお謎である。
元素としてのウランはドイツのマルティン・ハインリヒ・クラプロートが1789年に閃ウラン鉱から発見した。1781年にウィリアム・ハーシェルにより発見された天王星 (Uranus) が語源となっている。クラプロートは、閃ウラン鉱から分離した酸化物を炭素で還元して金属光沢を持つ黒色粉末を分離。この物質を金属ウランと発表したが、これは後に二酸化ウラン (UO2) だったと判明した。1841年にフランスのウジェーヌ＝メルシオル・ペリゴーが四塩化ウランをカリウムで還元することにより初めて金属単体として分離に成功し、1850年にはイギリスでもガラスの着色剤としての利用が始まった。
ウラン鉱物が放射線を発していることは、1896年にフランスのアンリ・ベクレルによって発見された。光が当らないようにした（黒い紙で包んだ）写真乾板を、ウラン塩のそばに置いておくと、その乾板が感光したのである。2年後の1898年、ピエール・キュリー、マリ・キュリー夫妻によってヨアヒムスタール鉱山（現在のチェコ共和国）で得たウラン鉱石（ピッチブレンド）からポロニウムとラジウムの抽出に成功し、自然に放射性壊変を起こす元素の存在が世界で初めて証明された。
ウランは発見当初は最も原子番号の大きな元素であった。原子番号のより大きなネプツニウムとプルトニウムは、1940年、ウランに中性子線を照射することで発見された。ウランより原子番号が大きい元素は超ウラン元素と呼ばれる。
当初、ウランは天然に存在する最も原子番号の大きな元素とされた。しかし、1951年にネプツニウム、1952年にプルトニウムが、ウラン鉱石の中から検出されたことで、ウランは地球上に天然に存在する最も原子番号の大きな元素の座を譲った。ただし、それらの元素は微量であり、半減期が短いため地球誕生時から存在し続けているわけではなく、ウランが宇宙線などが原因で発生する中性子線を吸収して一時的に生じたものと考えられている。したがって、天然に半永久的に存在する元素としてはウランが最も原子番号が大きい。

## 産出
地殻や海水中に微量ながら広く分布している。存在量はスズと同程度である。ウランは核兵器の原料となるため、その産出、輸出入や保管、売買については国家間規模で監視されている。
2025年には中国の湖南大学において、海水中のウランイオンに電子を与えて沈殿させ、固体の形で回収するシステム「Bipolar EUE」が開発された。実験では、低濃度の海水中でも高い回収効率と選択性が確認されている。必要とされる電圧は極めて低く、コスト面でも有利であるとしている。
現在までに知られているウランの70%はオーストラリアに埋蔵されている。中でもオーストラリア南部のオリンピックダム鉱山（南オーストラリア州）が世界最大とされる。
輸出量はカナダが世界最大である。サスカチュワン州とアルバータ州の北部にまたがるアサバスカ堆積盆地で高品質のウランが産出されている。他、ウラン鉱山としては、ユーラシア大陸には、カザフスタンのハラサン鉱山（南カザフスタン州）、Inkai鉱山（クズロルダ州）、South Inkai鉱山（南カザフスタン州）、Akdala鉱山（アルマトイ州）、Akbastau鉱山（南カザフスタン州）、Karatau鉱山（南カザフスタン州）、Zarechnoye鉱山（南カザフスタン州）、Irkol鉱山などがある。パキスタンにはQabul Khel（カイバル・パクトゥンクワ州ラッキ・マルワト地区）、デラ・ガージ・カーン（パンジャーブ州デラ・ガージ・カーン県）などがある。インドにはジャドゥゴダ鉱山（ジャールカンド州ジャドゥゴダ）、Tummalapalle鉱山（アーンドラ・プラデーシュ州カダパ）。アフリカ大陸には、コンゴ民主共和国のシンコロブエ鉱山（カタンガ州）、ニジェールのアーリット及びアクータ鉱山（アガデス州）、中央アフリカ共和国のバコウマ（ムボム州）などがある。
日本では、岡山県・鳥取県の人形峠の鉱床が古くから知られている。岐阜県土岐市の東濃鉱山も核燃料鉱床として採掘の対象となったことがある。しかし両者とも、採算の合う埋蔵量ではなかったため、稼動することのないまま閉山となった。

### 国別の産出量
2011年におけるウランの国別の産出量は以下の通りである。
| 順位   | 国名           | ウラン鉱生産量 （トン） | 全世界に占める割合 (%) |
| ------ | -------------- | ----------------------- | ---------------------- |
| 1      | カザフスタン   | 21,317                  | 35.6                   |
| 2      | カナダ         | 8,999                   | 15.4                   |
| 3      | オーストラリア | 6,991                   | 12.0                   |
| 4      | ニジェール     | 4,667                   | 8.0                    |
| 5      | ナミビア       | 4,495                   | 7.7                    |
| 6      | ロシア         | 2,872                   | 4.9                    |
| 7      | ウズベキスタン | 2,400                   | 4.1                    |
| 8      | アメリカ合衆国 | 1,596                   | 2.7                    |
| 9      | 中国           | 1,500                   | 2.6                    |
| 10     | マラウイ       | 1,101                   | 1.9                    |
| 世界計 | 世界計         | 58,394                  | 100.0                  |

## 用途
ウランは核燃料としても知られ、核兵器に使用できることでも知られている。これはウランに核分裂を起こさせることで、エネルギーを取り出しているのである。ただし、これらの用途に使用できるのは、現在の地球上に一番多く存在するウラン238ではなく、次に存在量が多いウラン235である。このウラン235は、唯一天然に産出する核分裂核種として知られ、原子力の分野では重要視されている。このため、しばしばウラン235を濃縮するという作業が行われている。なお、この作業の結果に生ずる、ほぼウラン238だけになった放射性廃棄物を劣化ウランと呼ぶ。
核分裂性物質としての利用ウランの同位体のうちウラン235は核分裂の連鎖反応を生じさせることができる。そのため核燃料として原子力発電に利用される他、核兵器への利用も可能である。ウラン235の割合が高い高濃縮ウラン (HEU) 等については核兵器への転用が容易であることから国際原子力機関によって流通等が制限されている。また、トリウムを原料としてウラン233を作成し、核燃料とする研究も進められている。
金属資材としての利用ウラン濃縮の過程で発生した劣化ウランは、比重が高いためにバラストに用いられることが過去にあった。また戦車砲弾において、強度を増して徹甲弾の威力を増す劣化ウラン弾にも使用される。
蛍光材としての利用ルミネッセンス反応を示すために蛍光材として使用された。特にガラスに極微量のウランを着色材として加えた製品をウランガラスと呼び、美しい蛍光緑色を呈する。ヨーロッパが発祥で、食器やさまざまな日常雑貨が作成された。現在では民間でウランを扱うことが難しいため、新たなものは極少量が生産されているに過ぎないが、骨董・アンティークとしてファンも多く、高値で取引されている。
電子顕微鏡写真撮影用の染色剤としての利用酢酸ウラニル溶液が最も良く使われ、細胞内の核質やリボソームなどに対して染色効果がある。
その他の用途ウランの原子核崩壊により生じる核種変化を追跡することで、岩石等の生成年代を特定することが可能である。

## ウランの化合物
ウランの化合物は、一般にウランの酸化数が+6価のものが安定であることが知られている。ただし、酸化物の場合は、ウランの酸化数が+4価（つまり二酸化ウラン）でも安定である。なお、ウランがこの他の酸化数である時の化合物は、一般に不安定である。

## 同位体
ウランの同位体は幾つも知られている。それらの中で最も寿命が長いのは、ウラン238である。次いで、ウラン235、ウラン236、ウラン234、ウラン233、ウラン232と続く。これら以外で半減期が1日以上なのは、ウラン230、ウラン231、ウラン237の3核種のみである。これら以外は、半減期が1日以内の非常に寿命の短い核種ばかりである。

## その他
- ウランの原子核の断面積は、およそ1バーンに等しい。
- 動物実験により体内に取り込まれたウランを排出するためのキレート剤としてエチドロン酸二ナトリウムが有効とする研究がある[21]。重炭酸ナトリウムの効果は低い[21]。
- 花崗岩分布地図と重ねてみると、ウラン地下水は、花崗岩があるところと正確に一致する。韓国の花崗岩が占める忠清道と京畿道南部地域ではウラン汚染されているとMBCに報道された。76ヵ所で基準値を超えるウラン地下水が確認された。基準値の157倍のウランに汚染された水を村の人々は、数十年間綺麗だとして飲料水や米炊き水として使用していた。京畿道驪州市の村では五倍だった。韓国環境部（省）がウランを水質基準項目に含めたのは2019年からだったことも判明している[22]。